# 하얏트 리젠시 호텔 고가 통로 붕괴 사고

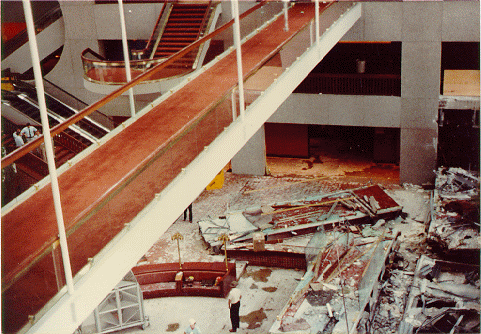
붕괴 현장

하얏트 리젠시 호텔 고가 통로 붕괴 사고(Hyatt Regency walkway collapse)는 1981년 7월 17일에 미국 미주리주 캔자스시티에서 발생한 대형 사고이다. 당시 하얏트 리젠시 호텔 아트리움에서는 댄스 경연대회가 진행중이었으며 대회에 참가하거나 구경하기 위해 2000여 명의 사람들이 모여있었다. 이때 2층과 4층 고가 통로가 아래로 떨어지면서 붕괴해 많은 사상자를 낸 사고가 발생했다. 이 붕괴 사고로 인해서 114명이 숨지고 200명 이상의 부상자가 발생하였다. 이 사고는 당시 미국 역사상 건물 붕괴로 가장 많은 사람이 사망한 사건이었다.

## 사고 전 징후
1. 호텔 건설 완공 전인 1979년 10월 14일, 하얏트 리젠시 호텔 중앙홀 천장이 부분적으로 무너지는 사고가 발생하였다.
2. 설계 및 시공을 담당한 외주업체 GCE International사는 자체 조사를 통해서 강재와 콘크리트 사이의 불량 접합과 작업자의 설비 불량이 원인이었다고 밝혔다.
3. 호텔측도 구조 엔지니어팅 업체에게 독립적인 조사를 위탁하였으나 같은 결론에 도달하였다.
4. 호텔측과 감리사는 GCE International에 모든 철골 구조의 설계 검토를 요구하였다.
5. GCE International의 사장인 Gillum은 GCE의 엔지니어 Luth에게 중앙홀 천장에 있는 철골 구조 검토를 지시하였다.
6. GCE International 사의 설계 총괄자 Duncan은 엔지니어 Luth가 모든 철골 구조를 검토하였을 것으로 짐작하여 감리를 소홀히 하였다.
7. 고가 통로를 만든 다음 인부들이 광장을 가로지르는 길로 자재를 나를 때에 흔들린다고 보고했지만, 다른 길로 자재를 나르도록 하고는 변경된 설계는 검사조차 하지 않았다.

## 원인 조사
사고가 난 사흘 뒤에 캔자스 시의 신문인 캔자스시티 스타는 제 1면을 헤드라인 대신 사고 원인이 된 곳의 자세한 설계도를 실었다. 버팀대가 박스 빔(들보)에서 떨어져 나가 고가 통로가 무너지게 되었다고 그 이유를 설명해 주었다. 이 기사는 버팀대를 원래 설계대로 시공 하지 않아 고가 통로와 중앙 홀을 제대로 연결할 수 없다는 사실에 초점을 맞췄다. 이 기사는 무너진 고가 통로가 가졌던 결함들을 밝혀냈으며 뒤에 퓰리처상을 수상했다.
호텔 고가 통로의 원래 설계에는 각 지지점마다 천장에 붙어 있는 하나의 긴 버팀대가 고가 통로를 받쳐 주는 빔을 관통하고 있었다. 또 2층으로 된 두 개의 고가 통로는 볼트와 와셔로 각각의 플로어 빔에 고정하게 되어 있었다. 이 원안은 사람들이 통로에서 달리거나 뛰어 오르거나 춤을 춰도 안전하도록 설계하였다.
수정된 설계에는 천장에서 뻗어 나온 버팀대가 위층 고가 통로의 빔을 관통하고, 그 끝은 와셔와 너트로 고정되어 있었다. 위쪽 고가 통로의 바닥 밑에는 다시 몇 센티 정도 구멍을 뚫고, 거기에 다시 다른 버팀대가 연결되어 아래쪽 고가 통로를 매달고 있었으며, 그 끝은 다시 통로의 바닥에 와셔와 너트로 고정되어 있다. 원래 설계대로 15미터짜리 버팀대를 고정시키려면 버팀대 전체에 나사골을 내거나, 위쪽 고가 통로를 와셔와 너트로 받쳐 주기 위해 중간 부분에 나사골을 만들어 줘야 하지만, 새로운 방법은 각 버팀대 끝부분에만 나사골을 만들면 되기 때문에 이 방법이 원래 설계보다 시공하기에 훨씬 쉬웠다. 하지만 아무리 결합하고 만들기가 쉽더라도 이 새로운 버팀 구조는 위쪽 고가 통로의 마루를 지탱해 주는 와셔에 두 배의 부담을 주고, 결국은 버팀대가 지나 다닐 사람들은커녕 고가 통로의 무게조차 제대로 버텨 내지 못할 정도로 약한 설계가 되어 버렸다.
또한 설계가 기준에 맞지 않았다. 캔자스 시 건축 법규에 따르면 설계에서 버팀대는 필요한 강도의 60퍼센트 정도밖에 되지 않았다.

## 사고 후 밝혀진 사실
1. 철골 구조의 설계 검토는 보통 14일정도 걸리지만 10일만에 설계 검토를 완료하였다.
2. 설계 총괄자 Duncun은 최초 설계부터 베어링 플레이트와 같은 강화구조재를 설계에 포함시키지 않았다.
3. 설계 총괄자 Duncun의 작업 문건에는 붕괴 접합 부위의 하중 계산을 고려한 흔적이 없었다.

## 법원 판결
1. 1984년 설계 총괄자 Duncun과 사장 Guillum은 유죄를 인정받아 엔지니어의 자격을 박탈당했다.
2. 설계 과실과 직무상의 고의적 태만, 잘못된 관리, 직무상의 규칙 위반 죄로 유죄를 인정받았다.

## 관련 회사
1. 설계 및 시공 : Eldridge Construction Co. 및 외주업체 (GCE International – 설계, Havens Steel – 구조강제시공, WRW-Havens Steel의 외주 업체)
2. 감리 : PBNDML Architects

## 추모
2008년 Skywalk 기념 재단은 워싱턴의 스퀘어 파크에 정원과 분수를 구축했다고 발표했다. 이것은 하얏트 호텔에서 한 블록 떨어진 곳에 있으며 하얏트 호텔 고가 통로 붕괴 사고를 추모하는 날에 세워졌다. Hallmark는 $25,000를 기증하였고 시에서는 $200,000을 제공하였다.

## 같이 보기
- 삼풍백화점 붕괴사고
- 서프사이드 콘도미니엄 빌딩 붕괴 사고

## 참조
1. ↑  헨리 페트로스키,《헨리 페트로스키의 인간과 공학 이야기》, 지호출판사, 1997년, 125면
2. ↑  같은책, 128면